# Gerrit van der Linde (jurist)
Gerrit van der Linde (Ambt Vollenhove, 25 augustus 1927 - onbekend, 14 oktober 2022) was een Nederlands jurist en raadsheer in de Hoge Raad der Nederlanden.
Van der Linde groeide op als zoon van een veehouder in Vollenhove. Hij studeerde aan de Rijksbelastingacademie te Rotterdam van 1945 tot 1950, waarna hij ging werken bij de inspectie rijksbelastingen te Emmen. Tijdens zijn werk daar volgde hij een vervolgstudie aan de Universiteit van Amsterdam, die hij in 1966 afrondde. Na bijna dertig jaar belastinginspecteur te zijn geweest werd hij in 1975 benoemd tot raadsheer bij het Gerechtshof Arnhem, waar hij aansluitend in 1980 werd benoemd tot vicepresident. Op 26 maart 1981 werd hij door de Hoge Raad bovenaan de aanbeveling voor benoeming tot raadsheer geplaatst, in verband met een vacature die was ontstaan door het pensioen van Klaas Wiersma.  De Tweede Kamer nam de aanbeveling ongewijzigd over en de benoeming volgde op 17 juli 1981. Op 1 september 1997 werd hem ontslag verleend in verband met het bereiken van de 70-jarige leeftijd.
Van der Linde overleed in 2022 op 95-jarige leeftijd.